# О’Коннор, Кевин (футболист, 1982)
Кевин Патрик О’Коннор (англ. Kevin Patrick O'Connor, 24 февраля 1982 года) — футбольный тренер и бывший профессиональный футболист-универсал, сыгравший более 500 игр за «Брентфорд» на разных уровнях. Преданный единственному клубу в течение всей карьеры до её завершения в мае 2015 года, О’Коннор был самым долгоиграющим футболистом в его составе, подписав первый профессиональный контракт с «Брентфордом» в 1999 году. Он занимает четвёртое место по количеству игр за клуб, был капитаном клуба в более чем 200 матчах, а в 2015 году был введён в Зал Славы «Брентфорда». На международном уровне представлял молодёжную команду Республики Ирландия до 21 года. В настоящее время О’Коннор является помощником тренера первой команды в «Брентфорде».

## Карьера игрока

### 1999—2001: Начало карьеры
После двух школьных лет в составе молодёжки «Саутгемптона», в 1995 году О’Коннор, всё ещё будучи школьником, перешёл в клуб Второго дивизиона Футбольной лиги «Брентфорд». Он начал свою карьеру на позиции форварда и в 1998 году получил стипендию на обучение. После того, как он забил 23 гола в 30 играх за резервный состав, О’Коннор был впервые вызван в основной состав команды на матч лиги против «Кардифф Сити», прошедший 12 февраля 2000 года и завершившийся вничью 1:1, но остался на скамье запасных. Полноценный дебют О’Коннора за «Брентфорд» прошёл 15 февраля 2000 года в полуфинальном матче турнира на Трофей АФЛ против «Эксетер Сити», завершившемся поражением со счётом 3:2, в котором он заменил Ивара Ингмарссона после 85 минут игры. Впервые он вышел в стартовом составе 19 февраля 2000 года в матче с «Уиком Уондерерс», завершившемся безголевой ничьей, и в тот же день подписал двухгодичный профессиональный контракт. О’Коннор сыграл в нескольких матчах в сезоне 1999/2000.
Однако из-за череды травм первого выхода на поле в составе команды в сезоне 2000/01 О’Коннору пришлось ждать до декабря 2000 года; сезон для него начался с ничейного результата 2:2 в матче с «Уиган Атлетик», а сам он был заменён Марком Уильямсом на 62 минуте. Появление О’Коннора в матче против «Уигана» было первым в серии успешных выступлений команды в сезоне, а он сам забил свой первый гол во взрослой карьере в матче лиги против «Бристоль Сити», прошедшем 20 февраля 2001 года и завершившемся победой со счётом 2:1. В течение сезона 2000/01 он сыграл в 12 играх и забил один гол. В итоге его использовал на позиции выдвинутого плеймейкера («дыры») покидавший после того сезона пост главного тренера Рэй Льюингтон.

### 2001—2004: Прорыв в карьере
О’Коннор стал регулярно выходить на замену во втором тайме во время сезона 2001/02 под руководством нового тренера Стива Коппелла. Он сыграл в двух из трёх играх Брентфорда в плей-офф и пережил неудачу в финале плей-офф 2002 года, когда «Пчёлы» не прошли в Первый дивизион в результате поражения 2:0 от Сток Сити во время его первого появления на Миллениуме» со времени его отсутствия в составе команды в финале Трофея Футбольной лиги 2001. О’Коннор принял участие в 32 матчах в сезоне 2001/02, забив в них один гол.
О’Коннор постоянно присутствовал в качестве правого нападающего под руководством нового менеджера Уолли Даунса во время сезона 2002/03 и забил свой первый дубль двумя пенальти в матче второго раунда Кубка лиги с Борнмутом, прошедшим 10 сентября 2002 года и завершившимся ничьей 3:3, а также забил третий удар в победной серии послематчевых пенальти. С ноября 2002 по январь 2003 О’Коннор забил 5 голов в 11 матчах, а сезон 2002/03 завершил, забив 9 голов в 53 матчах.
После подписания нового трёхлетнего контракта в июне 2003 года О’Коннор постоянно появлялся в течение сезона 2003-04 и сохранил свое место в команде после увольнения Даунса и назначения Мартина Аллена менеджером в марте 2004 года. Он сравнял счёт в матче с непримиримыми соперниками «Куинз Парк Рейнджерс» в дерби Западного Лондона, прошедшем 14 февраля 2004 года и завершившимся со счётом 1:1.

### 2004—2007: Переход на позицию правого защитника
О’Коннор начал сезон 2004/05 на скамейке запасных, но травма Майкла Добсона в матче с «Бристоль Сити» (прошёл 30 августа 2004 года, закончился поражением Брентфорда со счётом 4:1, в этом матче О’Коннор забил гол) привела к тому, что Мартин Аллен заставил О’Коннора работать в качестве правого защитника на протяжении большей части сезона. Впервые О’Коннор стал капитаном команды в матче против «Хартлпул Юнайтед» 19 октября 2004 года. Он принял участие в 44 матчах в сезоне 2004/05 и забил два гола, а «Брентфорд» не смог пройти «Шеффилд Уэнсдей» в полуфинале плей-офф 2005 года. Выступления О’Коннора на его новой позиции правого защитника принесли ему награду «Самый прогрессирующий игрок года». После окончания сезона он продлил контракт на два года.
О’Коннор был основным правым защитником у Мартина Аллена в сезоне 2005/06 и стал штатным пенальтистом клуба, забивая с точки в матчах против «Рочдейла», «Транмир Роверс» и «Уолсолла». О’Коннор снова был номинирован на клубную награду «Самый прогрессирующий игрок года». Сезон 2005/06 он завершил с показателем в 8 годов в 38 матчах, но вновь пережил неудачу в плей-офф, когда «Брентфорд» не смог превзойти «Суонси Сити» в полуфинале плей-офф 2006 года.
О’Коннор был произведён в капитаны команды под началом нового тренера Лероя Росеньора в первые месяцы сезона 2006/07. В сентябре 2006 года он продлил контракт до конца сезона 2008/09. О’Коннор сыграл в 43 матчал и забил 7 голов в сезоне 2006/07, но его усилия по предотвращению понижения Брентфорда в классе из-за последнего места в Лиге 1 оказались напрасными.

### 2007—2009: Центральный полузащитник
После подписания правых защитников Бена Старосты и Крейга Пида новым тренером Терри Бутчером перед сезоном 2007/08, О’Коннор играл преимущественно на позиции центрального полузащитника в своем первом сезоне во Лиге 2, хоть и лишившись капитанской повязки в пользу нового подписанного игрока Джона Мэки. Он хорошо начал сезон, забив в нескольких матчах подряд против «Ноттс Каунти» и «Барнета» в августе 2007 года. О’Коннор сыграл в 41 матче и забил три гола, а «Брентфорд» завершил сезон в середине таблицы.
Под руководством нового тренера Энди Скотта О’Коннор был назначен капитаном и начал сезон 2008/09 в стартовом составе, но лишился места в команде после удаления (единственного в карьере) через 14 минут после выхода на поле вместо Крейга Пида в выигранном со счётом 2:1 матче против ФК «Дагенем энд Редбридж» 6 сентября 2008 года.

## Личная жизнь
О’Коннор родился в семье этнических ирландцев в Блэкберне — его отец Пэт был из графства Керри, а его мать Шейла была из графства Мейо; семья переехала назад в Южный Лондон через четыре дня после рождения О’Коннора. У Кевина двое братьев (Стивен и Дэмиан), а также сестра Керри, которая также играла в футбол, числившись в составах женских клубов Челси и Барнет в 2000-х годах. Мать Кевина Шейла умерла в июле 2007 года. О’Коннор посещал Школу Мучеников Дуэ в Икенеме. Он женился на своей супруге Пенни в Лас-Вегасе в июне 2005 года и на февраль 2009 года жил в Лэнгли.

## Статистика за карьеру
| Клуб           | Сезон     | Лига               | Лига | Лига | Кубок Англии | Кубок Англии | Кубок Лиги | Кубок Лиги | Трофей Футбольной Лиги | Трофей Футбольной Лиги | Плей-офф | Плей-офф | Итого | Итого | Наказания       | Наказания        |
| Клуб           | Сезон     | Дивизион           | Игры | Голы | Игры         | Голы         | Игры       | Голы       | Игры                   | Голы                   | Игры     | Голы     | Игры  | Голы  | Жёлтые карточки | Красные карточки |
| -------------- | --------- | ------------------ | ---- | ---- | ------------ | ------------ | ---------- | ---------- | ---------------------- | ---------------------- | -------- | -------- | ----- | ----- | --------------- | ---------------- |
| ФК «Брентфорд» | 1999/2000 | Второй Дивизион ФЛ | 6    | 0    | 0            | 0            | 0          | 0          | 1                      | 0                      | —        | —        | 7     | 0     | 0               | 0                |
| ФК «Брентфорд» | 2000/01   | Второй Дивизион ФЛ | 11   | 1    | 0            | 0            | 0          | 0          | 1                      | 0                      | —        | —        | 12    | 1     | 4               | 0                |
| ФК «Брентфорд» | 2001/02   | Второй Дивизион ФЛ | 25   | 0    | 2            | 0            | 2          | 1          | 1                      | 0                      | 2        | 0        | 32    | 1     | 1               | 0                |
| ФК «Брентфорд» | 2002/03   | Второй Дивизион ФЛ | 45   | 5    | 4            | 1            | 2          | 2          | 2                      | 1                      | —        | —        | 53    | 9     | 2               | 0                |
| ФК «Брентфорд» | 2003/04   | Второй Дивизион ФЛ | 43   | 1    | 2            | 1            | 1          | 0          | 2                      | 0                      | —        | —        | 48    | 2     | 5               | 0                |
| ФК «Брентфорд» | 2004/05   | Лига 1             | 37   | 2    | 5            | 0            | 1          | 0          | 0                      | 0                      | 1        | 0        | 44    | 2     | 3               | 0                |
| ФК «Брентфорд» | 2005/06   | Лига 1             | 30   | 7    | 5            | 1            | 1          | 0          | 0                      | 0                      | 2        | 0        | 38    | 8     | 4               | 0                |
| ФК «Брентфорд» | 2006/07   | Лига 1             | 39   | 6    | 1            | 0            | 1          | 1          | 2                      | 0                      | —        | —        | 43    | 7     | 2               | 0                |
| ФК «Брентфорд» | 2007/08   | Лига 2             | 37   | 3    | 2            | 0            | 1          | 0          | 1                      | 0                      | —        | —        | 41    | 3     | 3               | 0                |
| ФК «Брентфорд» | 2008/09   | Лига 2             | 28   | 0    | 2            | 0            | 1          | 0          | 2                      | 1                      | —        | —        | 33    | 1     | 3               | 1                |
| ФК «Брентфорд» | 2009/10   | Лига 1             | 43   | 4    | 4            | 1            | 1          | 0          | 1                      | 0                      | —        | —        | 49    | 5     | 5               | 0                |
| ФК «Брентфорд» | 2010/11   | Лига 1             | 41   | 2    | 2            | 0            | 4          | 0          | 6                      | 0                      | —        | —        | 53    | 2     | 2               | 0                |
| ФК «Брентфорд» | 2011/12   | Лига 1             | 14   | 1    | 1            | 0            | 1          | 0          | 2                      | 1                      | —        | —        | 18    | 2     | 1               | 0                |
| ФК «Брентфорд» | 2012/13   | Лига 1             | 12   | 0    | 1            | 0            | 1          | 0          | 1                      | 0                      | 1        | 1        | 16    | 1     | 3               | 0                |
| ФК «Брентфорд» | 2013/14   | Лига 1             | 9    | 0    | 0            | 0            | 2          | 0          | 1                      | 0                      | —        | —        | 12    | 0     | 1               | 0                |
| ФК «Брентфорд» | 2014/15   | Чемпионшип         | 0    | 0    | 0            | 0            | 1          | 0          | —                      | —                      | 0        | 0        | 1     | 0     | 0               | 0                |
| Итого          | Итого     | Итого              | 420  | 32   | 31           | 4            | 20         | 4          | 23                     | 2                      | 6        | 1        | 501   | 44    | 39              | 1                |